# Te Poel en Stoltefus

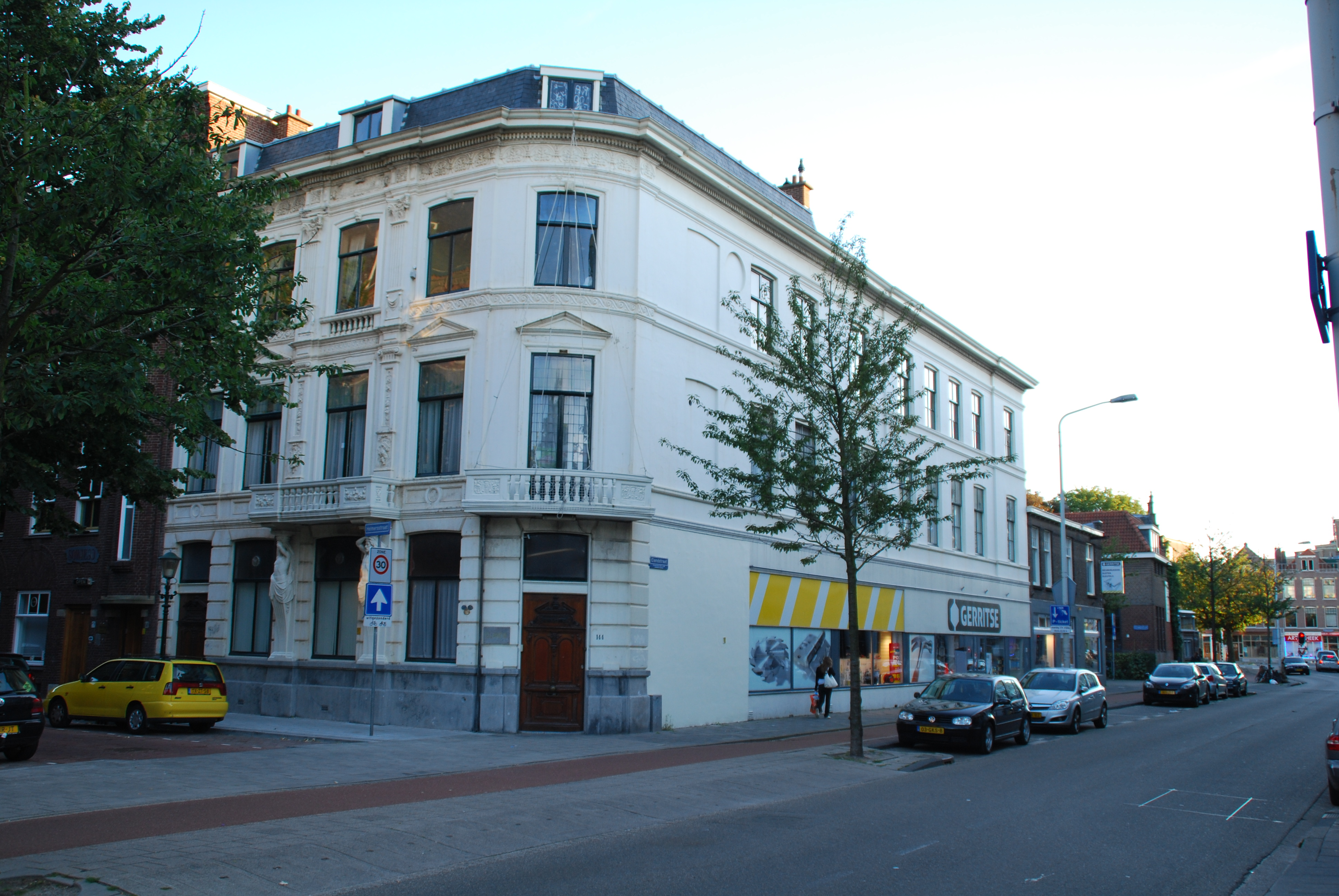
Het voormalige atelier van Te Poel en Stoltefus

Te Poel en Stoltefus was het 19e-eeuwse atelier van Friedrich Stephan Stoltefus (1849-1910) en Johann Heinrich te Poel (1844-1897).
Het atelier was gevestigd aan de Helmersstraat 142-144 in Den Haag, naast de Elandstraatkerk. In het atelier werd kunst en inventaris voor voornamelijk rooms-katholieke kerken vervaardigd. Op vele plaatsen in Nederland zijn nog standbeelden, kansels, hoogaltaren, biechtstoelen, communiebanken, kruiswegstaties en ander meubilair uit het atelier van Te Poel en Stoltefus aanwezig. Een belangrijke opdracht was in 1890 het ontwerp van veertien bijna levensgrote reliëfs met de kruiswegstaties en een groot altaarretabel met Het Laatste Avondmaal in het Mariapark in Sittard.
Het in 1881 gebouwde atelier aan de Helmersstraat bestaat nog steeds. De voorgevel werd in neoclassicistische stijl rijkelijk versierd door Te Poel en Stoltefus. Met name de twee atlanten die het balkon ondersteunen zijn opvallend.

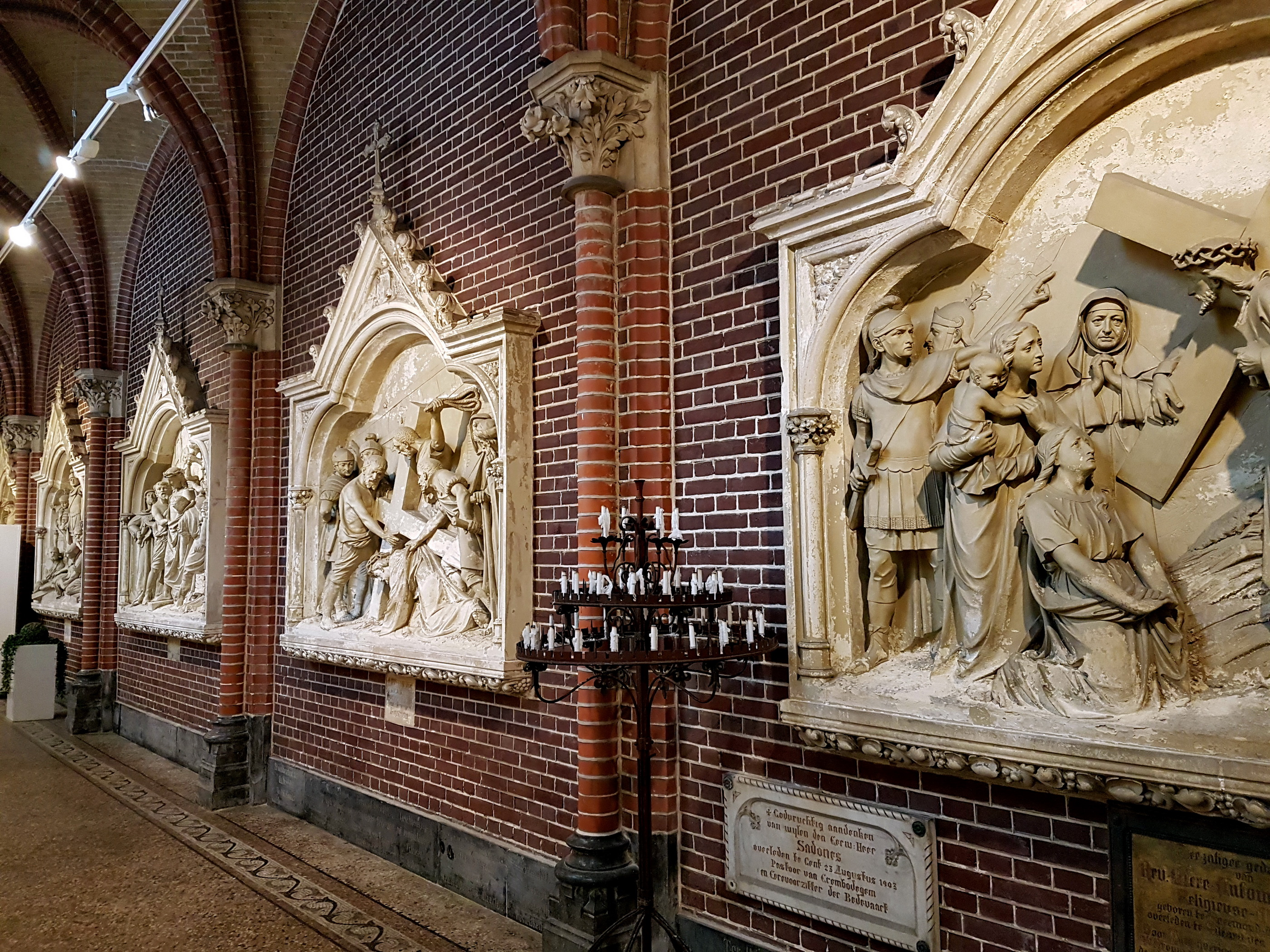
Kruiswegstaties, Mariapark (Sittard)
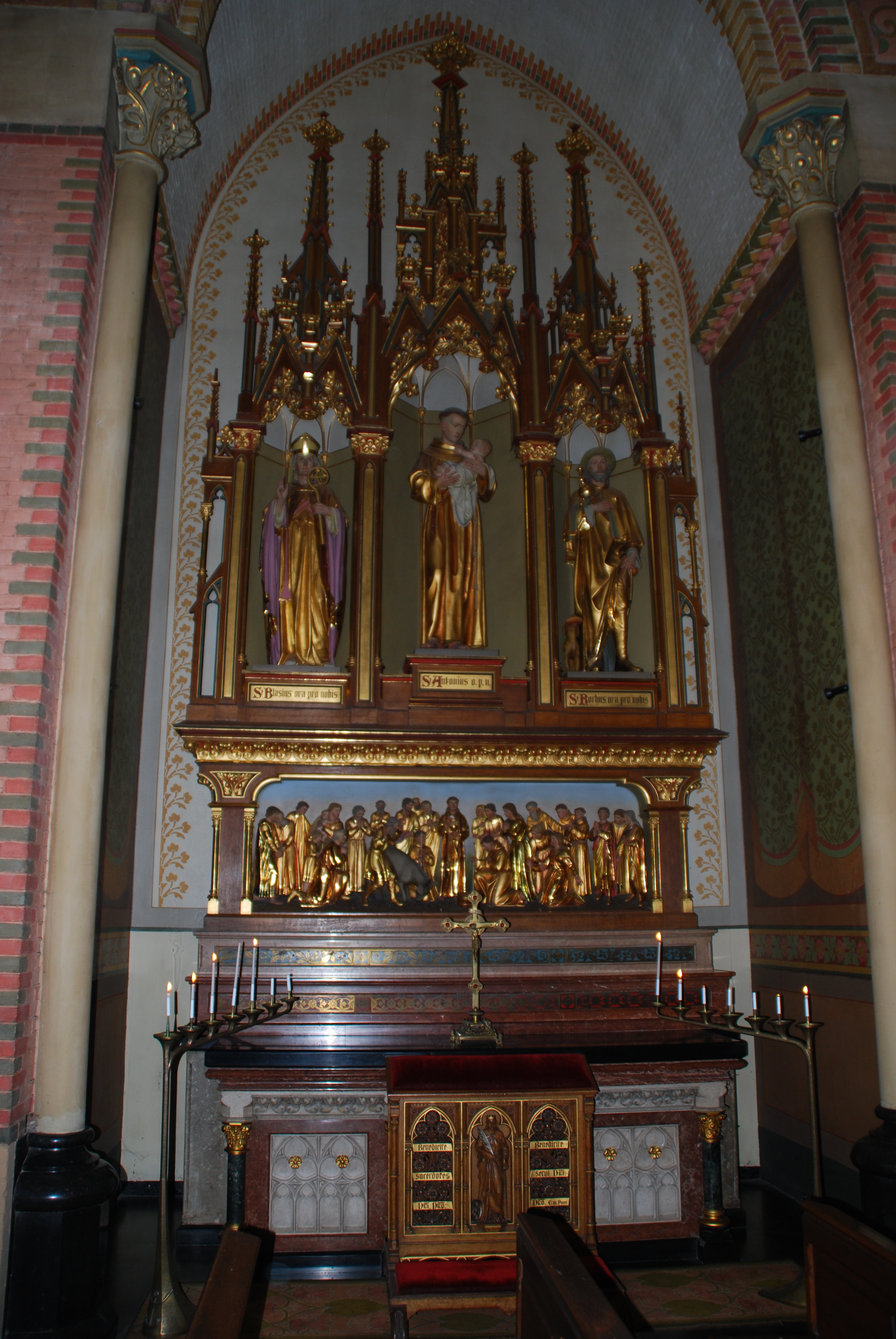
Sint-Antoniusaltaar (1883-1884) in de Maria van Jessekerk (Delft)
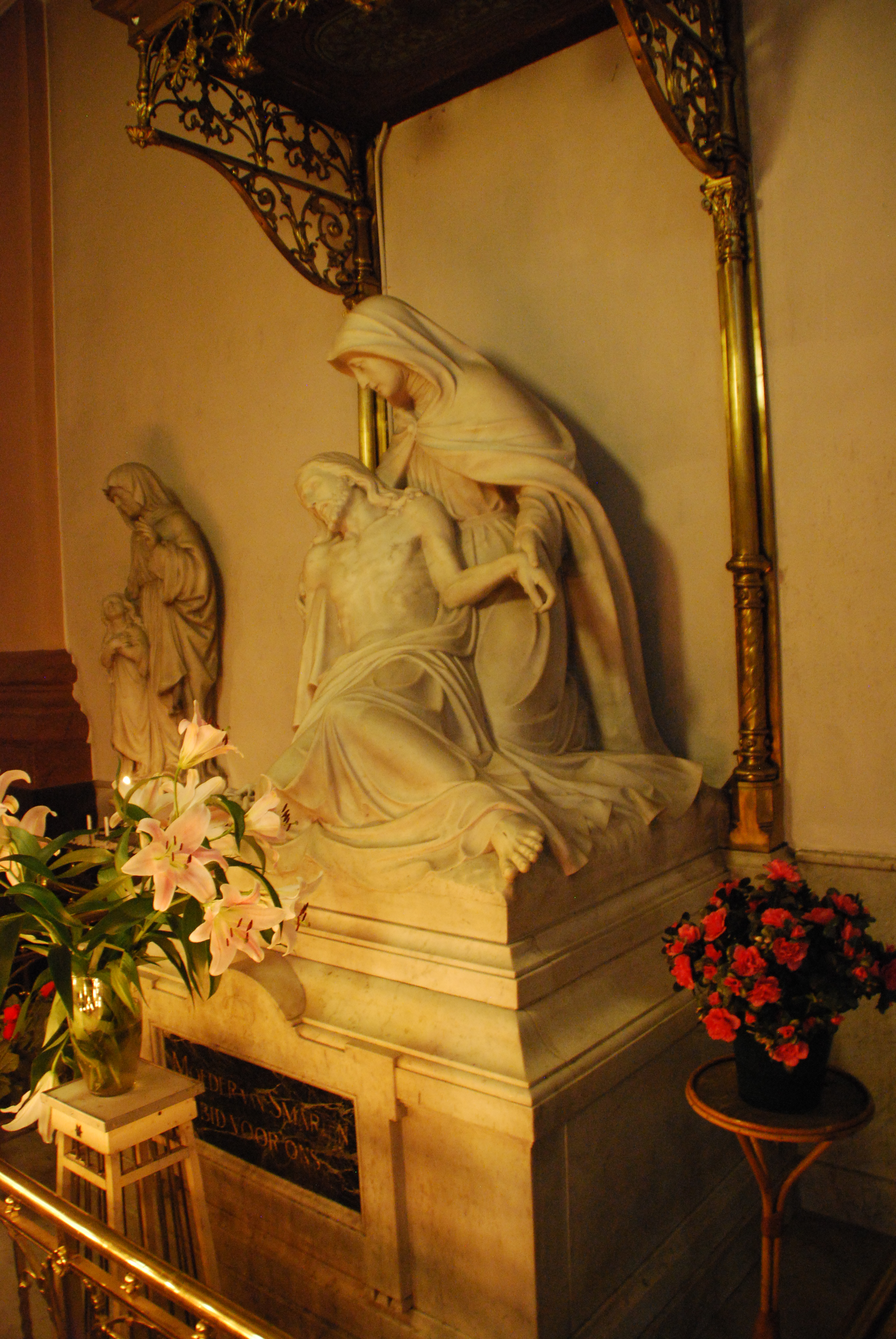
Piëta in de Teresia van Avilakerk (Den Haag)
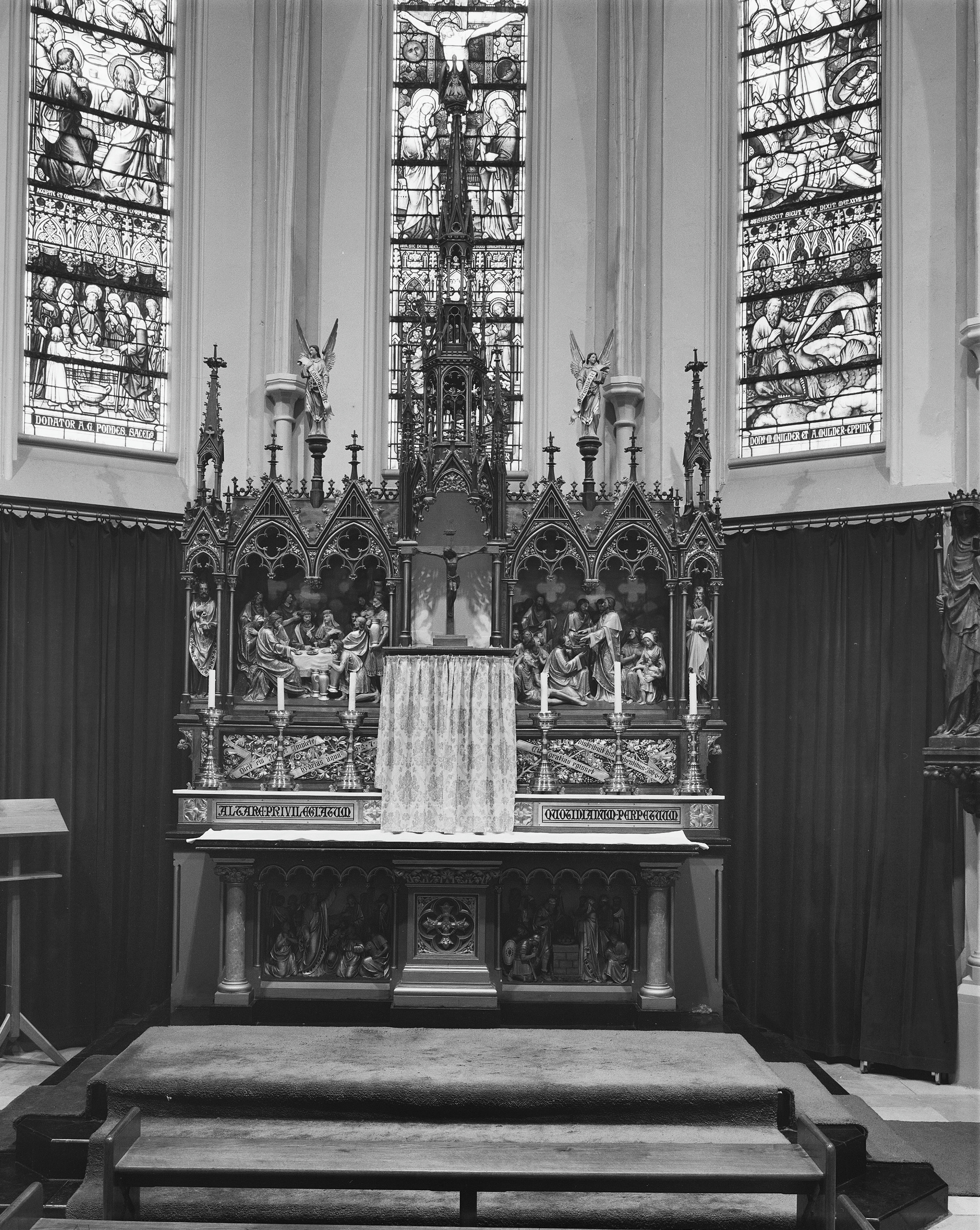
Hoogaltaar in de Sint-Stephanuskerk (Borne)

## Referentie
1. ↑  Monumenten in Nederland, Zuid-Holland - De R.K. kerk O.L. Vrouwe Onbevlekt Ontvangen (Elandstraat 194)